# Batava Margarinefabriek
De Batava Margarinefabriek is een voormalige Nederlandse margarinefabriek, gelegen in Nijmegen, in de driehoek van de Weurtseweg, de Voorstadslaan en Krayenhofflaan, die bestaan heeft tussen 1880 en 1974. Het bedrijf was vanaf 1916 beursgenoteerd aan de Amsterdamse beurs.

## Geschiedenis

### 1880-1910

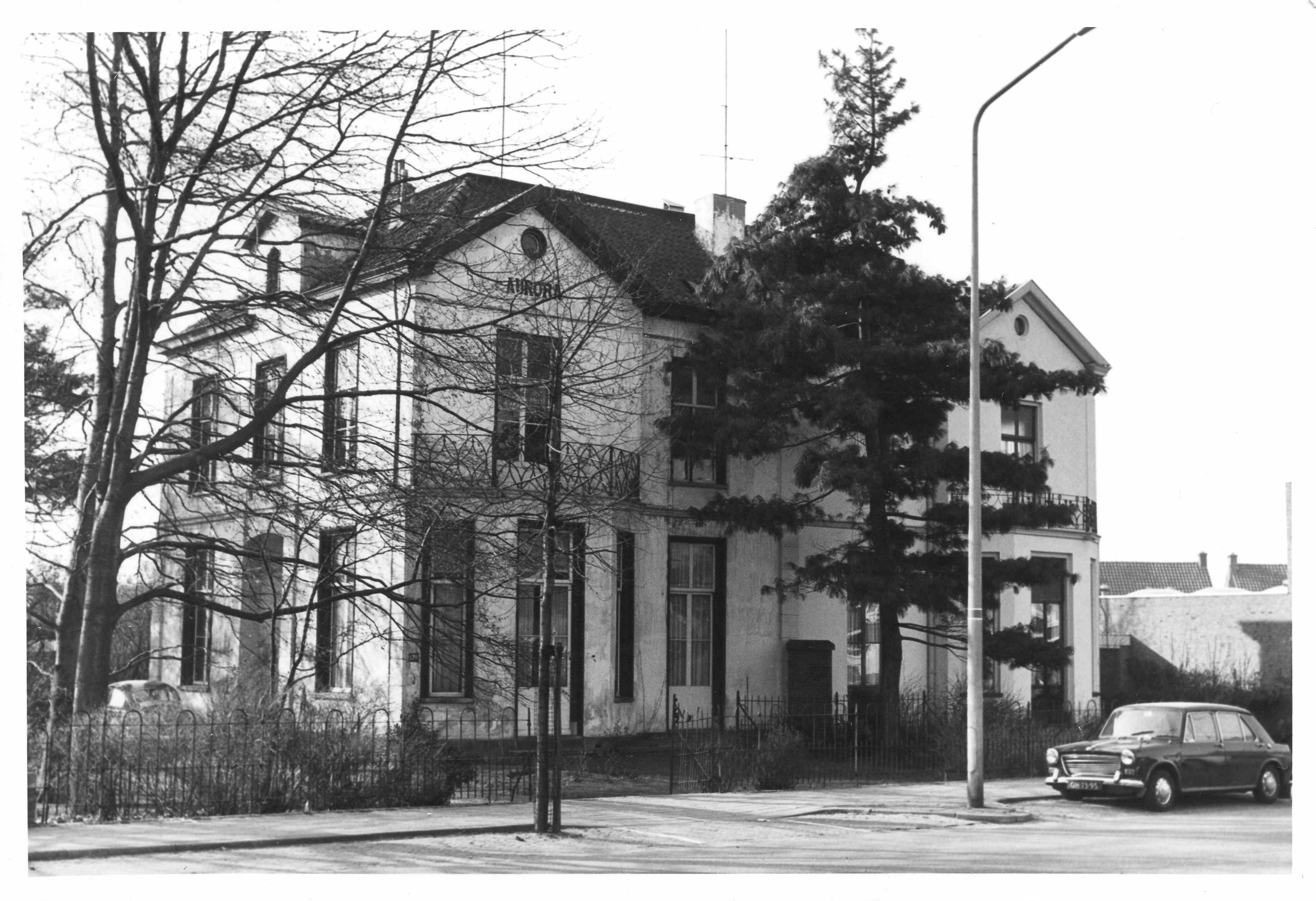
Oude Heselaan 179-181 - Villa van directeur Salomonsky van boterfabriek Batava

In 1879 kocht Arie Dammers van Seters een stuk grond op de driehoek van de Weurtseweg, Voorstadslaan en de Krayenhofflaan om er een kunstboterfabriek te bouwen. Voorwaarde van de gemeente bij de verstrekking van de bouwvergunning was dat de voorgevel van de fabriek vanaf de straat op een woonhuis zou lijken. Om de nodige financiële middelen beschikbaar te krijgen voor de bouw en exploitatie van de fabriek besloot hij om in 1880, samen met zeven andere kooplieden, de Naamloze Vennootschap Boterfabriek Batava op te richten. Als doel van de onderneming werd het “vervaardigen van kunstboter”  aangegeven. Initiatiefnemer Dammers van Seters werd tot directeur benoemd.

Twee jaar later, in 1882, werd de vennootschap alweer ontbonden en de fabriek, officieel gelegen aan de Weurtseweg 17-23 in Nijmegen, werd uiteindelijk in 1883 verkocht aan de van oorsprong uit Hongarije afkomstige Wolf Salomonsky, mede-eigenaar van de firma Salomonski Brothers en Co in Manchester. Voor Salomonsky waren vooral de gunstige ligging van de fabriek ten opzichte van het treinstation (transport), de Waalhaven (bulkaanvoer grondstoffen zoals het rundervet uit de slachthuizen van Amerika), relatief goedkope arbeidskrachten en het feit dat Nijmegen midden in een gebied lag waarbij veeteelt een van de hoofdmiddelen van bestaan was waardoor de melkaanvoer tegen lage prijzen geregeld kon worden, belangrijke redenen voor de aankoop. De boterfabriek produceerde in eerste instantie voornamelijk voor de export naar Engeland, maar ook voor lokale en regionale banketbakkers.
In 1894 verdubbelde de fabriek de productiecapaciteit middels grotere ketels en een ijsmachine met een voor die tijd enorme capaciteit van 12.000 liter water afkoeling per uur. In die periode had het bedrijf circa 40 werknemers in dienst.

### 1910-1940

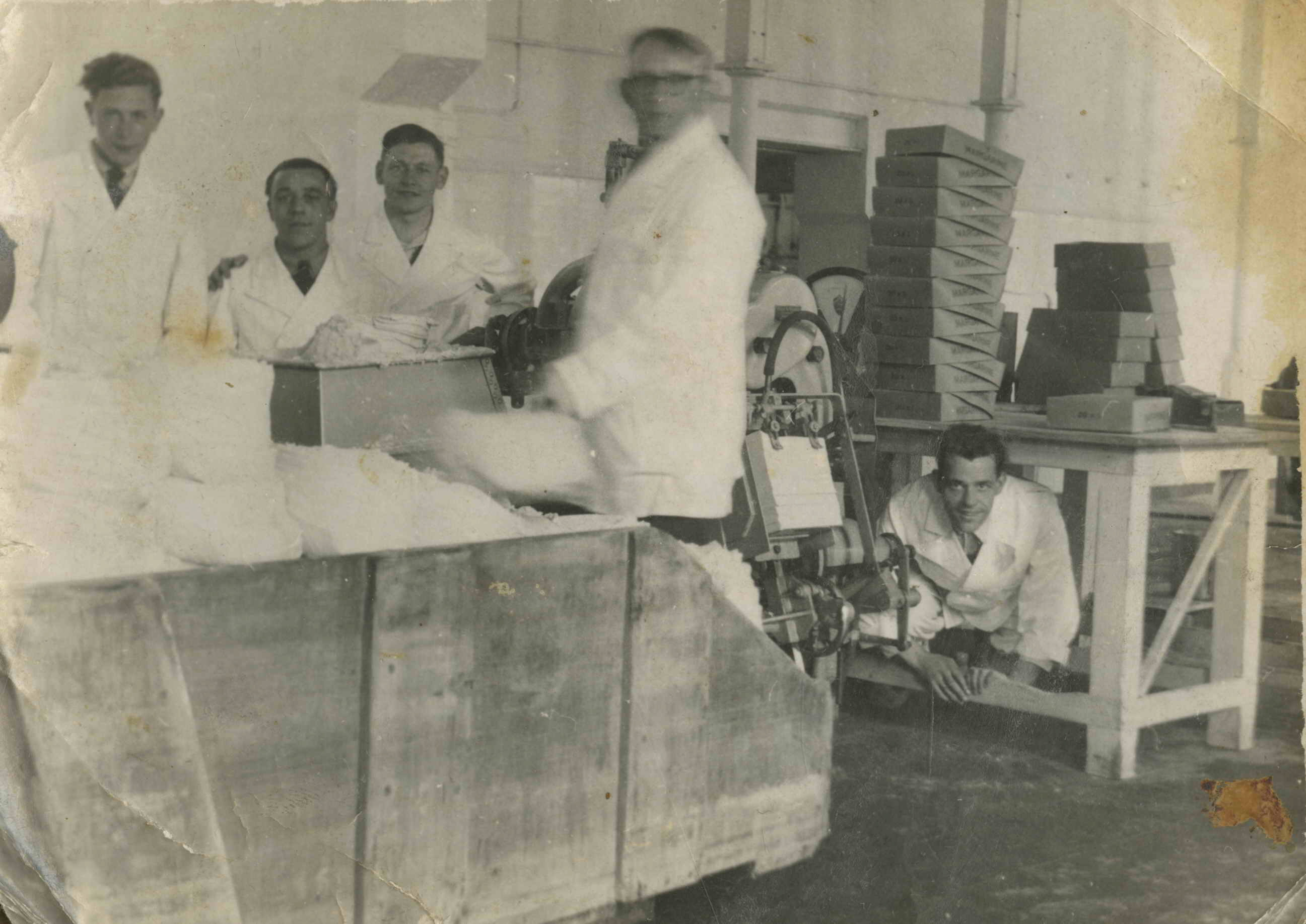
Werknemers Margarinefabriek Batava

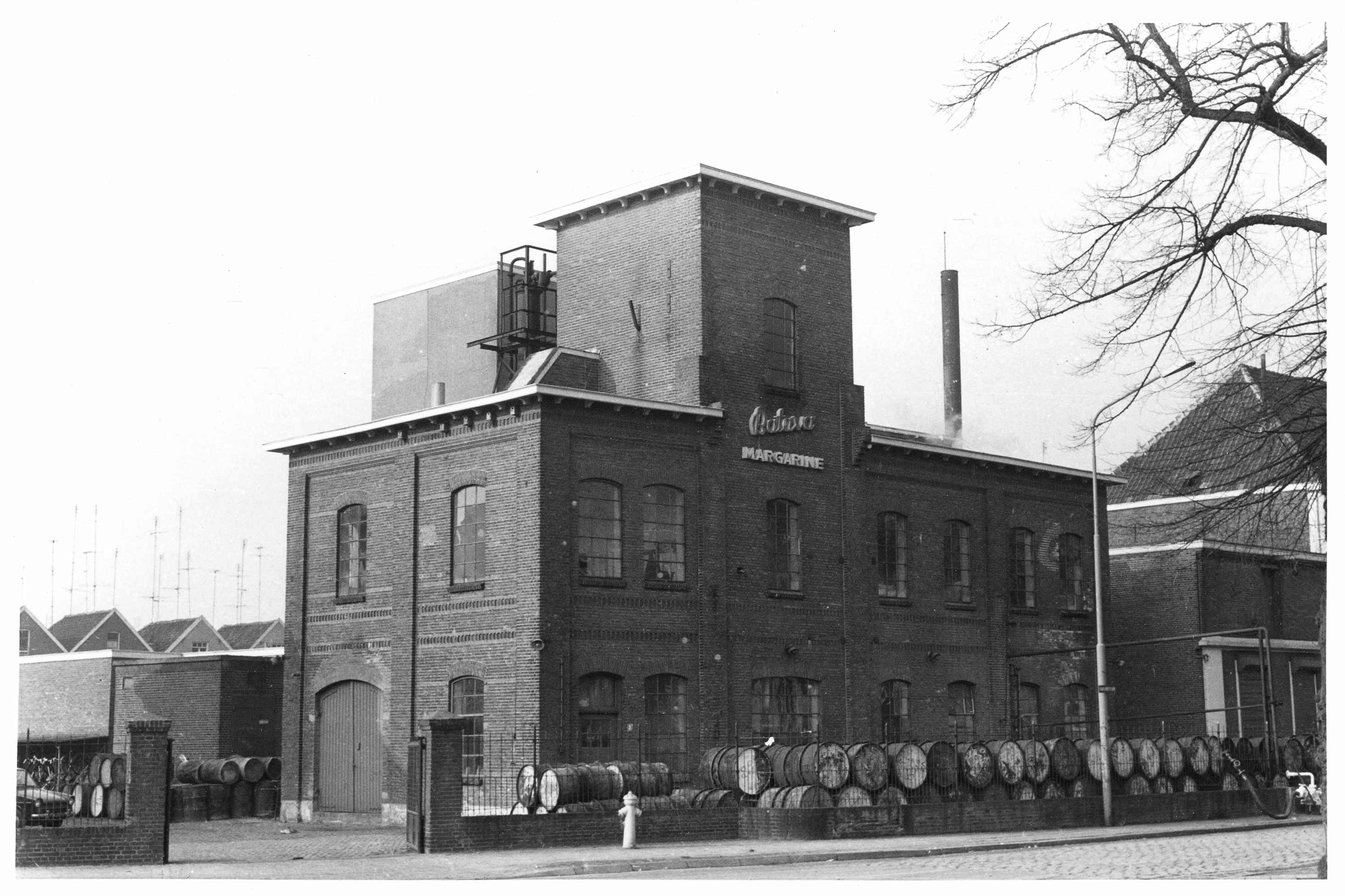
Batava Margarinefabriek anno 1971

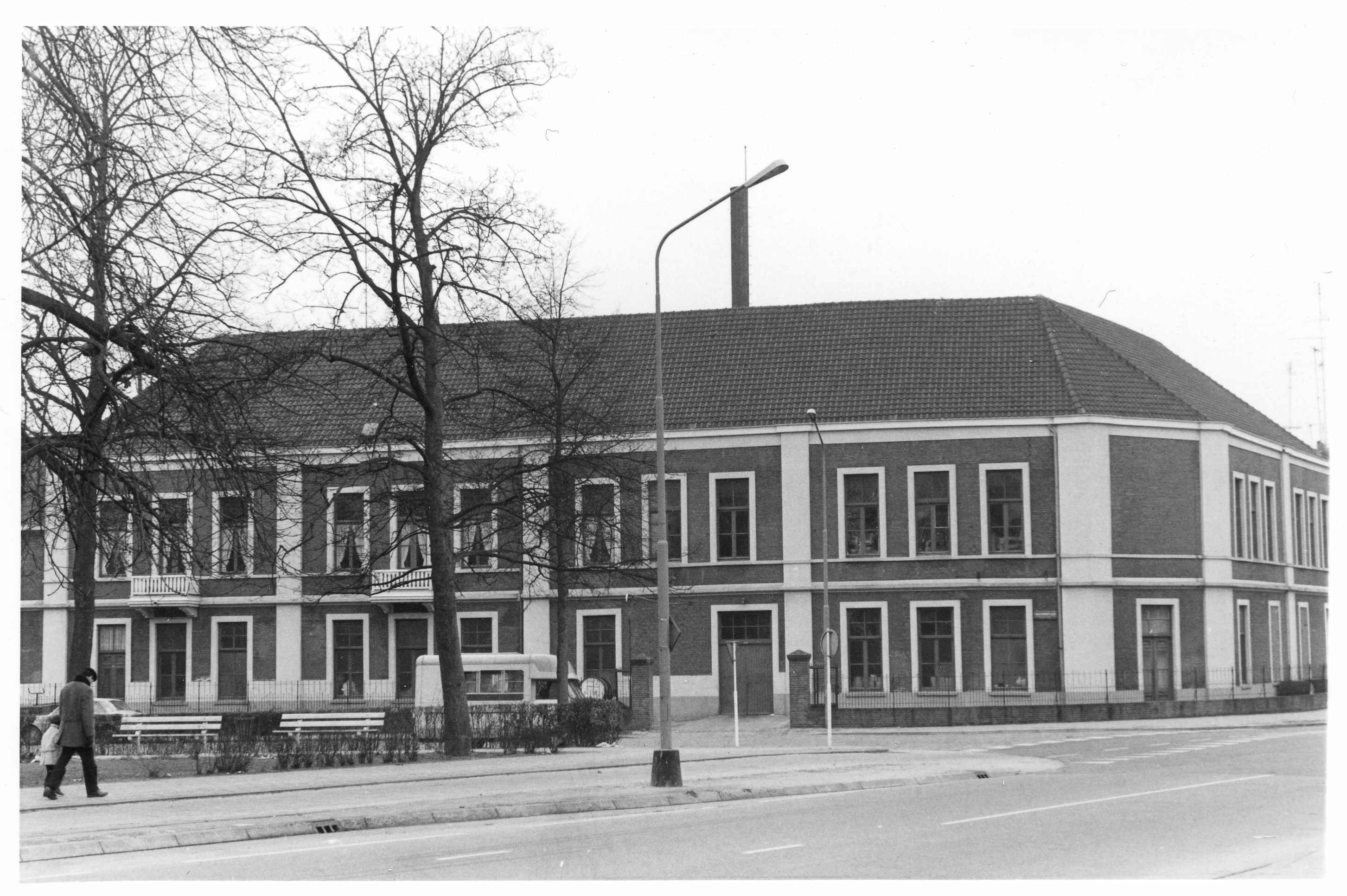
De voormalige Batava Margarinefabriek met woningen, hoek Weurtseweg

In juli 1910 werd de naam van de boterfabriek veranderd in de N.V. Batava Margarine Fabrieken (Batava Margarine Works Ltd.)
Het bedrijf besloot om over te schakelen naar een nieuw hardingsprocedé, uitgevonden rond 1900, waardoor het mogelijk werd om de vetzuren in plantaardige olie hard te laten worden, zodat niet langer het veel duurdere rundervet nodig was. 
De Eerste Wereldoorlog had voor de margarine-industrie grote gevolgen. De Nederlandse overheid nam vanaf 1915 een aantal maatregelen waaronder subsidieverstrekking voor het produceren van goedkope standaardmargarine en rantsoenering (tot 1919). Eigenaar Salomonsky besloot om extra kapitaal aan te trekken door het bedrijf in te schrijven op de Amsterdamse effectenbeurs.
In 1919 werden de handelsmogelijkheden verder beperkt door een exportverbod, waardoor de productie in de boterfabriek in Nijmegen nagenoeg stil kwam te liggen. Onenigheid over de te volgen koers van het bedrijf leidde er toe dat een jaar later oud-eigenaar Salomonsky gedwongen werd terug te treden, zij het met een financiële regeling. (Vijf jaar later kwam het tot een rechtszaak vanwege niet nakomen van afspraken door Batava mbt deze financiële regeling, zie Arrest Batava/Salomonsky)
De bedrijfsvoering kwam in handen van directeur J.A.W. Themans. Onder zijn leiding breidde de fabriek verder uit door onder andere de aankoop van een naastgelegen fabrieksgebouw met woning, aan de  Weurtscheweg no. 48 en 50, waarin ze een door elektriciteit aangedreven hijsinrichting bouwde.
Een aantal grote concurrenten van de boterfabriek besloten om te fuseren, waaronder de bedrijven van Jurgens en Van den Bergh, hetgeen uitmondde in de Margarine-Unie in 1927, twee jaar later gevolgd door een nieuwe fusie, nu met het Engelse Lever, hetgeen leidde tot Unilever. Vlak daarna werden door Unilever de bedrijven Calvé-Delft en Hartog overgenomen, de twee belangrijkste zelfstandige concurrenten van Batava in Nederland.
De crisisjaren 30 zorgden voor grote omzetdalingen, veroorzaakt door verscherpte concurrentie, dalende verkoopprijzen, toenemende smokkel in het nabijgelegen grensgebied van Nijmegen, verhoging van invoerrechten en concurrentie van boeren die hun boter tegen kostprijs gingen verkopen. Ook het zogenaamde 'menggebod' dat werd ingevoerd (waarbij margarinefabrikanten verplicht waren minimaal 25% echte boter aan hun product toe te voegen) en het instellen van quota per producent waren zeer nadelige factoren.

### 1940-1945
Op 10 april 1940 nam J.A.W. Themans, vanwege de oorlogsdreiging en zijn Joodse afkomst, ontslag en emigreerde naar de Verenigde Staten. Hij werd opgevolgd door H. Tervooren en L. van Limpt. In de Tweede Wereldoorlog lag de productie stil, maar het bedrijf bleef wel bij de distributie van margarine betrokken. Het bedrijf was onder een zogeheten 'Verwalter' Feindvermögensverwaltung geplaatst.

### 1945-1963
In de eerste jaren na de oorlog werden door prijsverhogingen van grondstoffen uit Korea en vooral door de margarine-oorlog begin jaren 50 de nodige verliezen geleden. Een deel van de productie moest zelfs beneden de kostprijs verkocht worden.
Verbetering in de resultaten trad pas in 1955 op door zowel de terugtrekking van de overheid inzake haar bemoeienis met de aankoop van grondstoffen middels de grondstoffenregeling, door verbreding van de productie voor uiteindelijk circa 50 merken margarine/boter en door de kwaliteit van de margarine te verbeteren door het eigen laboratorium. Directeur Van Limpt overleed in 1950 op 65-jarige leeftijd. 

### 1963 tot bedrijfssluiting
In 1963 kwamen de eerste berichten dat het bedrijf door een daling van omzetten in de financiële problemen aan het komen was. Dit was het begin van een periode van wisselende berichten in de media hierover. In 1965 werd een vijandig overnamebod gedaan ter waarde van 175% van de aandelen.
De aandeelhouders besloten het bod niet te accepteren. Een jaar later kwam het bedrijf opnieuw in het nieuws, nadat geruchten de ronde gingen over mogelijke fusiebesprekingen met andere bedrijven.
Nadat op 22 april 1971, na veel rumoer en onder druk van de aandeelhouders, het bestuur ontslag had genomen, werd besloten om de koers te wijzigen.
Een dag later werd duidelijk dat een groep aandeelhouders dat de meerderheid van de aandelen in bezit had verkregen van plan was, om als laatste redmiddel ter voorkoming van een faillissement, de vennootschap onder te brengen in een reeds bestaande federatie van bedrijven, de F.V.F. (Federatie Verenigde Fabrieken), dat onder leiding stond van de heer Holtrust, oud-directeur van soepenfabriek California. In eerste instantie zouden drie dochterbedrijven van Batava Margarinefabrieken worden ondergebracht: de drukkerijen Linders in Arnhem en Andremo in Oosterbeek en de Batava maragarinefabriek in Nijmegen.
Besloten werd om de margarineproductie bij de fabriek in Nijmegen in te krimpen en de aandacht te verleggen naar industriële vetten, halvarine en chocoladepasta. Om financieel nog minder afhankelijk te zijn van de margarine-omzetten werd een aantal bedrijven aangekocht, waaronder een cosmeticabedrijf en een bedrijf in huishoudelijke artikelen. Deze veranderingen zorgden ervoor dat in 1972 weer voor het eerst een kleine winst werd geboekt door het bedrijf.
In 1975 viel definitief toch het doek voor de NV Batava en de 200 werknemers van dat moment. De vennootschap bleek zes bedrijven te omvatten. Vijf hiervan werden verkocht:
- Aptito in Langenaar (tafelzuren)
- Bato in Oosterhout (Gld)
- Holmij (huishoudelijke artikelen)
- Nedaco (cosmetica)
- Holland Today (tijdschrift)

De Batava Margarinefabriek in Nijmegen werd al in 1974 gesloten. De boterproductie werd overgenomen door Smilde Holding in Heerenveen.
De fabriek werd deels gesloopt om ruimte te maken voor een nieuw bedrijfsgebouw van de Technische Unie. Het kantorengedeelte met aangrenzende woningen bleef wel bestaan.

## Herontwikkeling gebied vanaf 2022
Het oude kantoorpand en aangrenzende woningen zijn uiteindelijk in augustus 2022 gesloopt om plaats te maken voor nieuw te bouwen appartementen. Het complex krijgt als naam de boterfabriek.